# Infamia (serial telewizyjny)
Infamia – polski serial dramatyczny z 2023 roku w reżyserii Anny Maliszewskiej i Kuby Czekaja wyprodukowany przez Netflix i Watchout Studio. Serial został udostępniony na platformie Netflix 6 września 2023.
Jest to pierwsza polska produkcja serialowa poświęcona społeczności romskiej. Zdjęcia zrealizowano na Dolnym Śląsku w Nowej Rudzie i w Wałbrzychu, w wiosce romskiej w Maszkowicach w województwie małopolskim oraz w Walii.

## Opis fabuły
Nastoletnia Romka Gita Burano (Zofia Jastrzębska) i jej rodzina po latach spędzonych na emigracji w Wielkiej Brytanii wraca do domu rodzinnego w Polsce. Dziewczyna nie potrafi się podporządkować tradycyjnym zasadom społeczności romskiej. Stara się prowadzić życie regularnej siedemnastolatki utrzymując kontakt z rówieśnikami i realizując swoje pasje. Nagły powrót do kraju okazuje się mieć związek z długiem ojca Gity (Sebastian Łach), którego spłatą ma być zaaranżowane małżeństwo jego córki.
Gita nawiązuje bliską relację z Tagarem (Kamil Piotrowski), z którym połączyła ją pasja do muzyki. Pochodzący z romskiej wioski chłopak staje się tymczasem ofiarą nagonki z powodu tragicznego wypadku, do którego się przyczynił. W obawie o swoje bezpieczeństwo musi się ukrywać.

## Obsada
- Zofia Jastrzębska jako Gita Burano
- Sebastian Łach jako Marko Burano, ojciec Gity
- Magdalena Czerwińska jako Viola Burano, matka Gity
- Kamil Piotrowski jako Tagar
- Artur Dziurman jako Stefan Burano, wuj Gity
- Wanda Ranii Kozłowska jako babka Tania
- Bożena Paczkowska jako ciotka Donka
- Sylwia Gola jako Melisa Burano, siostra Gity
- Konrad Bogusławski jako Kevin Burano, brat Gity
- Tesla Schock jako Lala Burano, siostra Gity
- Manuel Dębicki jako Roman
- Angelo Ciureja jako Prince
- Branko Đurić jako Josef
- Josef Fečo jako Janko
- Aleksandra Grabowska jako Eliza
- Agata Łabno jako Wiśnia
- Julia Kuzka jako Nadia
- Nicolas Przygoda jako Kapuściński
- Jan Jakubik jako Kamil
- Michał Wójtowicz jako Mikołaj
- Julian Świeżewski jako ksiądz Kuba
- Diana Kadłubowska jako Renata

Źródło: Filmpolski.pl